# Jean-Paul Goude
Pour les articles homonymes, voir Goude.
Jean-Paul Goude, né le 8 décembre 1938 à Montreuil, en Seine-Saint-Denis (France), est un graphiste, illustrateur, photographe, metteur en scène et réalisateur de films publicitaires français. 

## Biographie
Les parents de Jean-Paul Goude se sont rencontrés vers 1930 à New York, où son père est parti travailler et sa mère est une danseuse américaine de music-hall,à Broadway, qui a ensuite dirigé une école de ballet à Saint-Mandé. 
Il a été en couple avec Toukie Smith, Radiah Frye, puis avec Grace Jones avec laquelle il a eu un fils, Paulo, né en 1979, et Farida Khelfa de 1983 à 1990. Sa femme Karen Park Goude donne naissance à deux enfants.

### Débuts
Après une enfance passée à Saint-Mandé, il entre à l'École nationale supérieure des arts décoratifs. Il devient ensuite illustrateur en 1964 pour les magasins du Printemps, lance Zouzou, puis, en 1970, directeur artistique du magazine Esquire à New York pendant une dizaine d'années. « J'étais un illustrateur, illustrant les fantasmes des autres. Je suis devenu, naturellement, un auteur d'images » raconte-t-il.

### Années 1980
En 1982, il conçoit, met en scène et réalise A One Man Show pour Grace Jones. Il publie son premier livre intitulé Jungle Fever puis réalise, en 1984, le film Le Flamenco autour du concept « Secouez-moi » et dessine le nouveau code visuel de la marque Kodak : "Les kodakettes", des petits lutins s'échappant d'une diapositive.
Ses films sont proches de son univers personnel et illustrent son goût pour les corps, l'exotisme, la musique, la danse, les contes de fées. Étant dépourvus de dialogue, il les qualifie de ballets et de pantomimes[réf. souhaitée]. Ses conceptions et  réalisations sont au service de prestigieuses marques comme Perrier (Grand prix à Cannes pour La Lionne), Citroën, Chanel.
Il met en image son ami, le couturier Azzedine Alaïa,et forge l'image du couturier « génie miniature, adorateur, comme lui, de géantes sublimes ». Il fait figurer le créateur au côté de sa future muse, Farida Khelfa qu'il rencontre au début des années 1980.  Une collaboration évoquée ainsi par le commissaire de la rétrospective du couturier en 2012 : « Sur une photo restée célèbre, une Farida gigantesque fait face au tout petit Alaïa. « L'association Goude-Alaïa incarne vraiment la seconde moitié des années 80, les années Mitterrand, ce moment où la mixité éclot, où l'on croit très fort à l'intégration », analyse Olivier Nicklaus. »
En juillet 1989, à l'occasion du défilé du bicentenaire de la Révolution française, Jean-Paul Goude se voit confier par le gouvernement la conception d'un défilé monumental sur les Champs-Élysées qui contribue à sa popularité. Le défilé se compose de tableaux célébrant « les tribus planétaires » : les Africains nus avec des tam-tams, les Anglais sous la pluie, etc. 

### Années 1990
En 1990, pour le parfum Égoïste de Chanel, il imagine un film qui commence en noir et blanc comme une tragédie et passe à la couleur comme par un coup de théâtre pour se terminer comme un ballet.
En 1991, sur demande de Jean-Luc Lagardère, il imagine le nouveau logo de la chaîne de télévision La Cinq. 
Il conçoit l'année suivante le film et les photos de la nouvelle campagne Chanel pour le parfum Coco, avec Vanessa Paradis se balançant dans une cage comme un petit oiseau. Plus tard, il métamorphose Carole Bouquet en Marilyn Monroe, et Estella Warren en sirène, pour le No 5 de Chanel. En 1998, il fait apparaitre Azzedine Alaïa aux côtés de Béatrice Dalle.

### Années 2000
De 2001 à 2015, il est directeur artistique des campagnes publicitaires des Galeries Lafayette dont il dit « J'ai voulu aller à contre-courant de tout ce que l'on voyait en ce moment ». Il égrène les affiches pleines de gaieté, de fraîcheur, comme un feuilleton dont l'héroïne Laetitia Casta joue tous les rôles (mariée, père Noël ou dandy). Parallèlement, il conçoit et réalise les campagnes de Chanel Chance depuis 2001.

### Années 2010
En novembre 2011, il scénographie sa première rétrospective à Paris, Goudemalion, au musée des Arts décoratifs,. 
En 2012, il est élevé au grade de commandeur de l'ordre des Arts et des Lettres.
En 2014, la ville de Nice lui consacre l'exposition « Une Introspection » au Théâtre de la photographie et de l'image. Il est également invité à participer à l'exposition Image-makers (faiseurs d'images) aux côtés de David Lynch, Bob Wilson et Noritaka Tatehana à Tokyo au 21-21 Museum Design Sight. Ses œuvres sont régulièrement exposées au Centre national d’art et de culture Georges-Pompidou depuis 2015. Il a été l’invité du festival Kyotographie 2018 avec une exposition intitulée So Far So Goude. Enfin, il présente In Goude We Trust au Chanel Nexus Hall à Tokyo (2018) et au Palazzo Giureconsulti à Milan (2019). 
En juin 2019, il se porte acquéreur de la villa Zilveli à Paris, une maison moderniste des années 1930 qui tombe en ruine, afin de la restaurer. Cependant, face à l’ampleur des travaux nécessaires à cette restauration, Jean-Paul Goude annonce en avril 2021 que le bâtiment sera démoli et reconstruit à l’identique. La villa est détruite à l'été 2022,, mais en 2024, à l'âge de 85 ans, Goude renonce finalement à la reconstruire et met en vente le terrain de 216 m2, avec un permis de construire accompagné d'un projet de reconstruction fidèle à l’original qu'il a imaginé en collaboration avec l’agence Lankry Architectes.

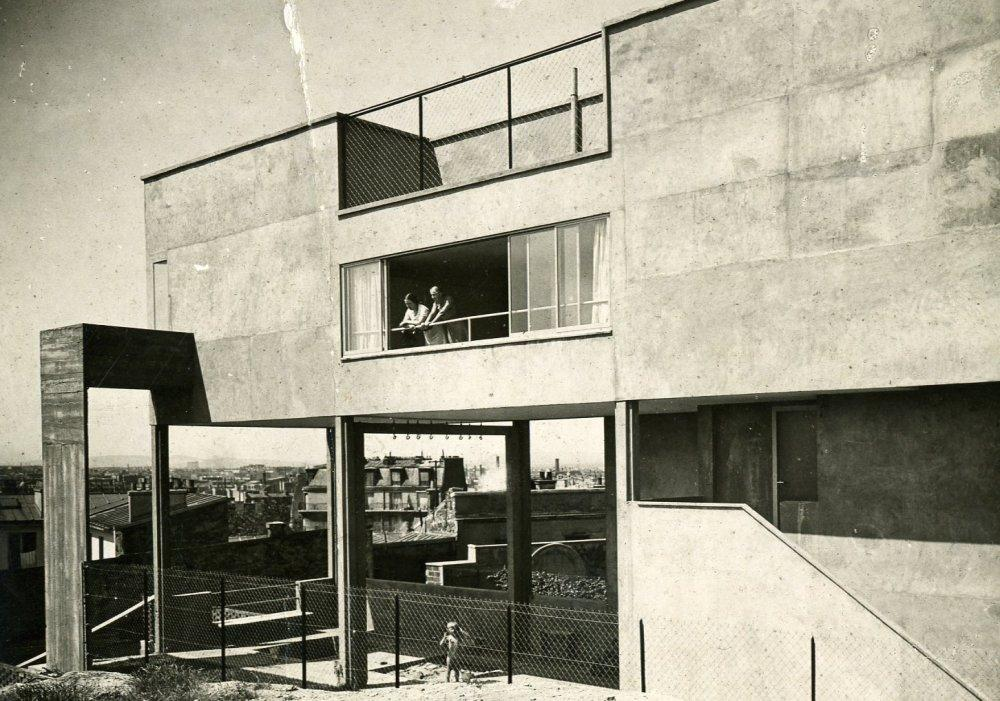
La villa Zilveli en 1933, année de sa construction.
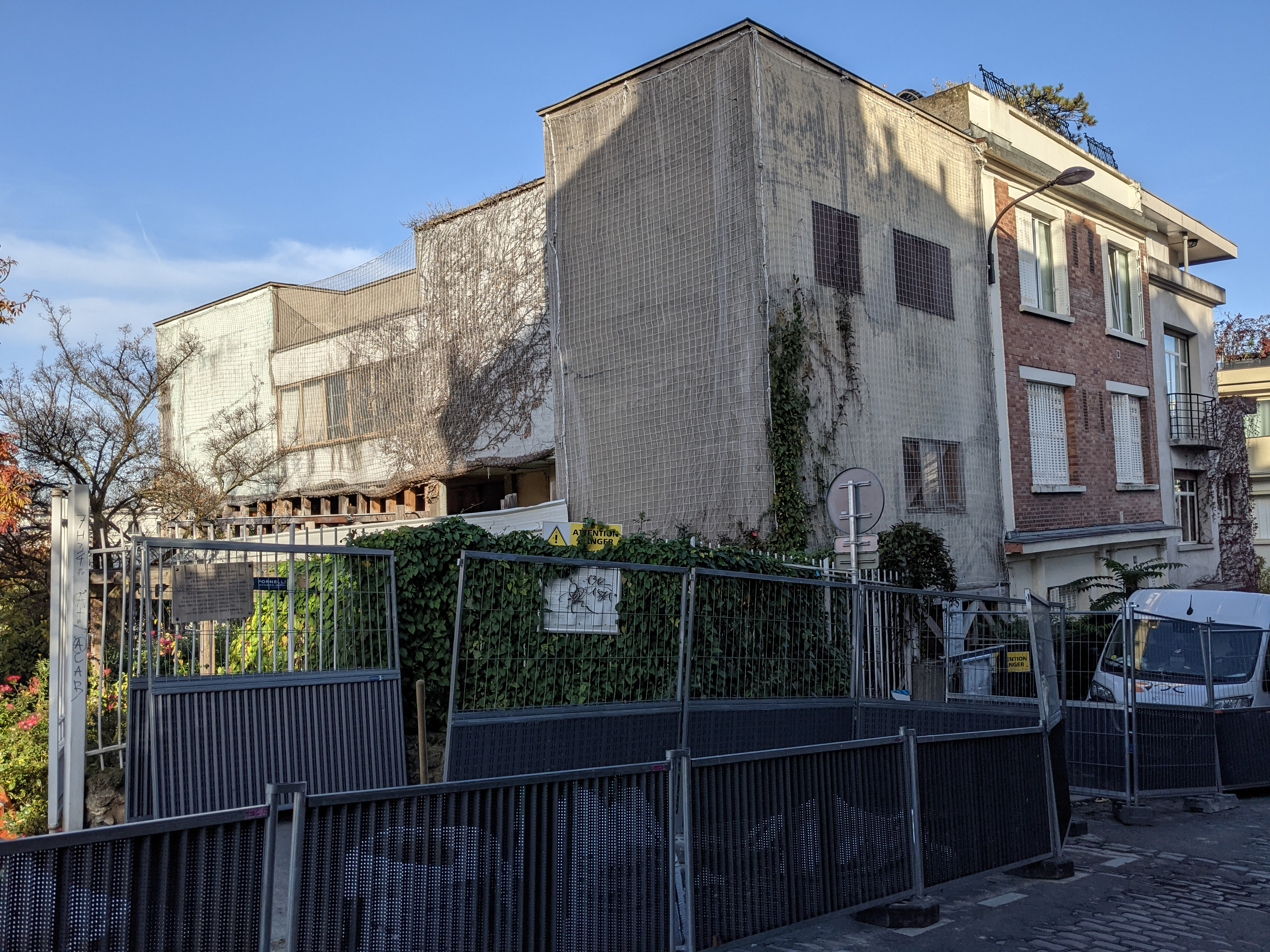
La villa Zilveli en 2019, achetée en ruines par Jean-Paul Goude en vue de sa restauration.

## Style
S'exprimant à travers le dessin, l'affiche, la photo, le cinéma, la vidéo ou l'événement, Jean-Paul Goude a marqué l'imaginaire depuis quarante ans. Des minets des années 1960 au mythique Esquire de la décennie suivante, de la New York de Warhol et des cultures métissées à Grace Jones, dont il fut le Pygmalion, de l'éclatant défilé du bi-centenaire à la célébration du style Beur, des publicités pour Kodak ou Chanel aux variations sur Laetitia Casta, il a su capter l'esprit du temps et en donner une expression définitive.
À partir de 2005, une série de livres et d'expositions ont fait date : publication de Tout Goude, somme biographique et manifeste artistique, en France, en Italie, en Angleterre et aux États-Unis, suivie de Chronique d'une image en 2009 (retraçant le travail effectué pendant plus d'une décennie pour les Galeries Lafayette), de Jean Paul Goude, La Jungle des images « biopic » illustré de Thomas Cadenne et d'Alexandre Franc, et de Goudemalion en 2011.  Ce dernier ouvrage accompagnait une exposition rétrospective au musée des Arts décoratifs de Paris. Citons d'autres manifestations au Théâtre de la photo et de l’image de Nice (2014) et l’exposition « Image Makers » au Museum Design Site de Tokyo en compagnie de David Lynch, Bob Wilson et Noritaka Tatehana (2016), qui a été présentée ensuite au P.A.C. de Milan (2017). Ses œuvres sont régulièrement exposées au Centre Pompidou depuis 2015. Il a été l’invité du festival Kyotographie 2018 avec une exposition intitulée So Far So Goude. Puis enfin, il présente In Goude We Trust au Chanel Nexus Hall à Tokyo (2018) et au Palazzo Giureconsulti à Milan (2019).

## Production

### Ouvrages
- (en) Jean-Paul Goude, Jungle Fever, Farrar Straus & Giroux, 1982  (ISBN 978-0-9379-5001-2)
- (en) Jean-Paul Goude et Patrick Mauriès, So Far, So Goude, Thames & Hudson Ltd, 2005  (ISBN 978-0-5005-1240-1), 352 pages.
- Jean-Paul Goude et Patrick Mauriès, Tout Goude, Éditions de la Martinière, 2005  (ISBN 978-2-7324-3331-8)
- Jean-Paul Goude et Patrick Mauriès, Chronique d'une image : Jean-Paul Goude aux Galeries Lafayette, Éditions de La Martinière, 2009  (ISBN 978-2732439723)
- Jean-Paul Goude, avec Edgar Morin, Goudemalion : Jean-Paul Goude une rétrospective, La Martinière, 2011  (ISBN 978-2-7324-4737-7)
- (en) Jean-Paul Goude, Thames & Hudson Ltd, 2011  (ISBN 978-0-5005-1604-1)
- Jean-Paul Goude, t. 62, Paris/53-Laval, Reporters sans frontières (RSF) / édition illustrée, coll. « 100 photos pour la liberté de la presse », 31 octobre 2019, 144 p. (ISBN 978-2362200601)[30].
- Goude croque Chanel, Goude : The Chanel Sketchbook , Thames & Hudson Ltd, 2020  (ISBN 978-0-500-98289-1)

### Documentaire
- Jean-Paul Goude, So Far, So Goude, 2006. Collection Empreinte France 5
- Jean-Paul Goude (émission " La Vie à peu près" RTS - Espace 2) réalisé par Witold Langlois